# Nightcrawler (film)
Nightcrawler er en amerikansk thrillerfilm fra 2014, instrueret af Dan Gilroy. Hovedrollerne spilles af Jake Gyllenhaal, Rene Russo, Riz Ahmed og Bill Paxton. Filmen havde premiere på Toronto International Film Festival i september 2014, og udkom i USA i oktober samme år. 

## Handling
Louis Bloom stjæler fra en byggeplads i Los Angeles, og bliver konfronteret af en sikkerhedsvagt. Han slipper væk, og sælger de stjålne vare for at tjene penge. Bloom beder om et job hos en skraphandler, men bliver afvist. På vej hjem bliver han vidne til en bilulykke, og han stopper for at se hvordan det går. Freelancejournalister og kamera-folk dukker op for at tage billeder af ulykken. Bloom bliver inspireret af dette, og stjæler en cykel som han bytter for et videokamera og scanner for at aflytte en politiradio.  
Samme aften filmer Bloom en biljagt. Men da han prøver at tage billeder, bliver han og en anden freelance-reporter bortvist af politiet. Bloom aflytter på rivalens telefonsamtale, om at sælge en film til en TV-kanal. Bloom går til samme tv-station, og møder Nina Romina - som køber hans film. Hun fortæller om sin interesse for vold og drab i velstående nabolag. Bloom ansætter en assistent, Rick - en ung mand desperat efter penge. For at gøre filmene mere spændende, begynder Bloom at fuske med gerningsstederne. I et tilfælde flytter han på en person som er blevet dræbt. Eftersom Bloom tjener flere penge, køber han mere film-udstyr og en større bil.
Bloom møder Joe Loder som også sælger filmoptagelser til pressen. Loder kommer før Bloom til en stor ulykke. Nina er rasende på Bloom, og kræver at han skaffer bedre optagelser. Bloom saboterer for Loder, og gør at han køre galt med sin bil. Loder bliver alvorlig skadet, og Bloom filmer ulykken. Bloom og Rick kommer til et velstående nabolag hvor det er sket et mord, før politiet kommer derhen. Bloom filmer flere væbnede mænd som kører væk i en bil, og drabsofre i huset. Nina sender filmen, og Bloom kræver flere penge.
Politiet kontakter Bloom angående drabet. Han giver dem en redigeret optagelse af det han filmede, uden den del om de væbnede mænd. Om aften opsporer han de væbnede mænd. Han planlægger at følge efter dem, kontakte politiet og derefter filme konfrontationen. Rick kræver halvdelen af pengene som Bloom tjener, og truer med at fortælle politiet om Blooms lovbrud. Bloom går med på dette, og de stopper ved en restaurant hvor drabsmændene sidder. Bloom ringer til politiet, og gør sig klar til filmning. Politiet kommer, og en intens skududveksling opstår. 
En af de mistænkte bliver dræbt, og de andre stikker af. Både politiet og Bloom kører efter dem. De kriminelles bil kører galt, og Bloom beder Rick filme den skade drabsmand på nært hold. Drabsmanden skyder Rick, og Bloom filmer at Rick dør. Nyhedskanalen opdager at et drab som Bloom filmede tidligere faktisk var en narkotika-handel som gik galt. Politiet prøver at konfiskere alle optagelserne til tv-kanalen som bevis, men Nina kræver at offentliggøre filmen. Efterforsker Frontieri i politiet afhører Bloom, og Bloom finder på en historie om forbrydere som fulgte ham. Frontieri mistænker at Bloom lyver, men kan ikke bevise det. Bloom ansætter flere praktikanter, og køber flere biler for at udvide sin virksomhed.

## Rolleliste
- Jake Gyllenhaal som Louis Bloom
- Rene Russo som Nina Romina
- Riz Ahmed som Rick Carey
- Bill Paxton som Joe Loder
- Ann Cusack som Linda
- Kevin Rahm som Frank Kruse
- Kathleen York som Jackie
- Eric Lange som fotograf
- Jonny Coyne som pantbanksejer
- Michael Hyatt som efterforsker Frontieri
- Michael Papajohn som sikkerhedsvagt.